# Heerhugowaard
Heerhugowaard este o comună și o localitate în provincia Olanda de Nord, Țările de Jos. 

## Localități componente
Broekhorn, Butterhuizen, De Noord, Draai, Frik, Heerhugowaard, Kabel, 't Kruis, Veenhuizen, Verlaat, Oostertocht, Bomenwijk, Schilderswijk, Rivierenwijk, Stad van de Zon.